# Движение против нелегальной иммиграции
«Движение против нелегальной иммиграции» (ДПНИ) — российское националистическое расистское неонацистское объединение, заявленной целью которого являлась борьба с нелегальной иммиграцией в России.
Признано судом экстремистским и запрещено в России в апреле 2011 года, 9 августа 2011 года решение суда вступило в законную силу.

## Образование ДПНИ
B городе Красноармейске Московской области в июле 2002 года, после того как в городском баре армянин ранил ножом русского, произошли погромы армян (пострадали более двух десятков человек, причём восемь из них, включая одну женщину, были госпитализированы с тяжёлыми травмами). 12 июля в городе прошёл несанкционированный митинг с требованием отпустить русских, задержанных в результате столкновений, и депортировать всех приезжих. На митинге было объявлено об образовании Движения против нелегальной иммиграции.

## Лидеры

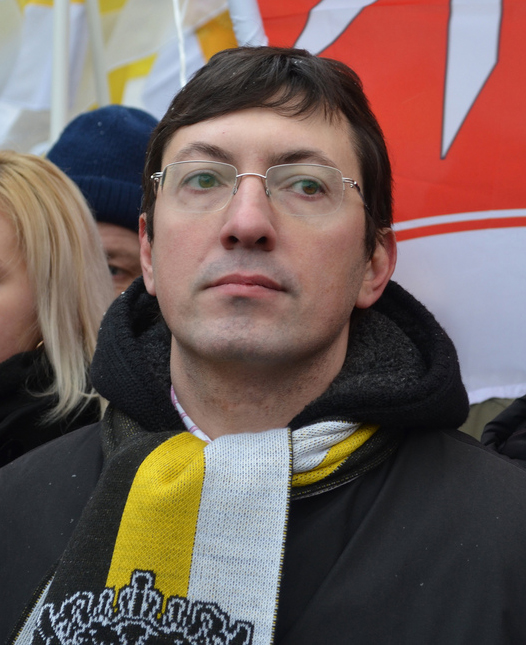
Александр Белов-Поткин

Высший руководящий орган ДПНИ — Национальный Совет — избирался сроком на три года. Глава ДПНИ — Председатель Национального Совета — избирался членами Национального Совета из своего состава.
С момента основания и до 17 мая 2008 года координатором ДПНИ-Россия являлся Владимир Басманов. 12 июля 2008 года главой движения избран Александр Белов (Поткин). В 2010 году Председателем Национального Совета был Владимир Ермолаев.

## Идеология
Официально ДПНИ выступало против нелегальной иммиграции, на практике — против иностранцев (а также против выходцев с Северного Кавказа) в целом. Основной идеологией движения являлся русский национализм.
Символ ДПНИ, вероятно, нужно трактовать как изображение кельтского креста, развёрнутого на 45°.

## Методы достижения поставленных целей
Для достижения поставленных целей, ДПНИ декларировало использование любых законных методов, в том числе:
- проведение массовых акций граждан
- разработка предложений по борьбе с нелегальной иммиграцией, проведение переговоров с представителями органов власти на предмет принятия местных законодательных постановлений
- создание местных наблюдательных советов по борьбе с нелегальной иммиграцией, совместно с представителями органов власти субъектов РФ и органов местного самоуправления
- создание, совместно с правоохранительными органами, добровольных отрядов граждан, решающих задачи по борьбе с нелегальной иммиграцией
- доведение информации о преступлениях, «сущности и последствиях» нелегальной иммиграции до граждан, СМИ, органов власти
- оказание юридической и иной помощи гражданам, активно выступающим против нелегальной иммиграции и попавшим под преследование современных «несовершенных» законов
- проведение местных референдумов в случае отказа местных законодательных властей «активно бороться» с нелегальной иммиграцией
- поддержка на выборах во все органы власти кандидатов, выступающих за максимальное ужесточение миграционной политики
- сотрудничество с партиями и движениями, которые солидарны с требованиями движения и готовы работать на их осуществление
- в случае отказа федеральных органов власти ужесточить миграционное законодательство, инициирование проведения общероссийского референдума

## Массовые акции
ДПНИ организовывало массовые акции — пикеты, митинги, шествия. ДПНИ принимало участие в рассмотрении дел Дмитрия Нелюбина, Анны Бешновой, Валерия Блохина, Александра Коноваленко и Александры Иванниковой.

### Пикет у посольства Катара
28 июня 2004 года у посольства Катара в Москве состоялся пикет против суда над сотрудниками российских спецслужб, арестованными в Катаре по обвинению в убийстве Зелимхана Яндарбиева. В акции кроме ДПНИ участвовали ещё несколько организаций державно-православного толка — всего около 50 человек. Мероприятие продолжалось около получаса.

### «Русский марш»
ДПНИ являлось одним из основных организаторов «Русских маршей».

### Жуковка
1 июля 2006 в городе Жуковка Брянской области состоялось шествие регионального отделения ДПНИ с требованием отставки главы района под лозунгом «За русский порядок на русской земле!» Милиция совместно с сотрудниками местного отдела по борьбе с экстремизмом УБОП МВД Брянской области задержала некоторых участников акции.

### Памятник Гейдару Алиеву
После ряда митингов и сходов с участием ДПНИ и жителей районов «Аэропорт» и «Сокол» города Москвы комиссия по монументальному искусству Московской Городской Думы 19 сентября 2006 приняла решение не устанавливать памятник Гейдару Алиеву в сквере у кинотеатра «Баку» и Ленинградского рынка.

### Санкт-Петербург
3 июня 2006 года в Санкт-Петербурге прошёл митинг ДПНИ. Согласно официальной заявке организаторов, участники акции собрались выразить «поддержку Владимиру Путину в борьбе с преступностью». «Мы не собираемся убивать иностранных студентов, мы хотим конструктивного диалога с властью, — обратился к собравшимся организатор митинга Максим Велецкий. — Мы поддерживаем президента, а также Валентину Матвиенко в её стремлении сделать город чистым». Звучали лозунги «Слава России!» и «России — русский порядок!»

## Конфликт в Кондопоге
В сентябре 2006 года после убийства группой чеченцев двух местных жителей в Кондопоге на сайте ДПНИ была организована быстро обновлявшаяся лента новостей. Представители ДПНИ во главе с Александром Беловым выехали для участия в сходе граждан 2 сентября 2006, на второй день после начала конфликта. На митинге присутствовало около двух тысяч человек. Резолюция митинга потребовала создания народных дружин для контроля правопорядка в городе, так как, по мнению собравшихся, милиция не справляется самостоятельно, а также депортации нелегальных иммигрантов с Кавказа и из Средней Азии. Выдвигались призывы к участию представителей народа в пересмотре регистрации приезжих в Кондопогу.
После митинга в городе вспыхнули беспорядки — всего в ночь со 2 на 3 сентября органами милиции было зафиксировано 11 попыток поджогов, по факту массовых беспорядков заведено уголовное дело.
Прокуратура Карелии в ноябре 2006 возбудила в отношении Александра Белова уголовное дело по статье 282 УК РФ («Возбуждение ненависти либо вражды по признаку национальной и религиозной розни»). Кроме кондопожского эпизода в уголовном деле фигурируют его выступления на телевидении, в которых он, по мнению следствия, умышленно допустил высказывания, унижающие достоинство людей «по признаку национальности».

## Критика
Деятель партии «Яблоко» Энгелина Тареева, отмечала:
название ДПНИ (Движение против нелегальной иммиграции) не отражает сущности движения. Это просто способ легитимизировать движение, представить его как борца за законность. На самом деле незаконная миграция их интересовала меньше всего, она даже была им полезна.

### Обвинения в разжигании межнациональной ненависти
Руководитель правозащитной организации «Гражданское содействие» Светлана Ганнушкина обращалась в Генпрокуратуру с требованием о запрете ДПНИ. Ганнушкина утверждает, что активисты ДПНИ убеждают население, что Россия принадлежит только русским. Делая выводы из деятельности этой, по мнению Ганнушкиной, экстремистской организации, она заявляет: «Естественный вывод из того, что они говорят, — насилие, и находятся люди, которые этот следующий шаг делают».
«ДПНИ позиционировало свою деятельность как помощь правоохранительным органам в борьбе с нелегальной миграцией, но подменило этот лозунг борьбой против всех нерусских, став фактически расистской организацией, — заявил в свою очередь председатель правозащитной организации „Гражданский контроль“ Игорь Вдовин. — Это способствует формированию фашистских настроений в обществе».

### Обвинения в расизме
Со-координатор Движения по защите прав народов Виталий Трофимов-Трофимов в ноябре 2010 года обвинил ДПНИ в расизме и подал заявление в прокуратуру, дополнив его приложением, где указал ссылки на «расистские оценочные высказывания, призывы к физической расправе и пропаганду террористических методов».
«Наша цель — добиться признания ДПНИ экстремистским сообществом, а их материалы (включая официальный сайт и форум, расположенный на нём), экстремистскими материалами, к которым должен быть перекрыт доступ. Также наша цель заключается в том, чтобы привлечь к уголовной ответственности модераторов форума и владельца доменного имени dpni.org, который допустил использование своей собственности в экстремистских целях и/или способствовал этому», — подчёркивается в распространенном заявлении.
Инициатива правозащитника расколола правозащитное сообщество, учитывая, что Виталий Трофимов-Трофимов в прошлом являлся комиссаром движения «Наши». Людмила Алексеева осторожно отнеслась к этой инициативе:

«Кто их знает, они там между собой ссорятся. Затрудняюсь что-либо сказать, надо посмотреть, что он им предъявляет. Потому что те же „Наши“ на Селигере поставили 12 шаржированных портретов, в том числе и мой, с фашистским знаком на головном уборе. Что же, я стала от этого фашистом? Они просто очень легко разбрасываются ярлыками. Поэтому нужно посмотреть, в чём они их обвиняют»
Светлана Ганнушкина поддержала инициативу Трофимова-Трофимова:

«Я считаю, что оно (ДПНИ) безусловно экстремистское. Я писала Лужкову (в этой связи), когда готовился первый марш этой организации. Они называют его „русским“, но ничего русского, на мой взгляд, там нет. Он фашистский, потому что Россия никогда не смогла бы выступить с лозунгом „Россия для русских“, это абсурд. Я совершенно согласна, что это экстремистская организация»

## Запрет
Под влиянием событий на Манежной площади прокуратура Москвы начала проверку материалов ДПНИ на наличие в них признаков преступления, предусмотренного статьёй 282 УК РФ. 17 февраля 2011 года материалы дела были переданы в суд, а Александру Белову и Владимиру Кралину были вручены уведомления о приостановлении деятельности ДПНИ. 18 апреля 2011 г. Мосгорсуд признал экстремистской организацией «Движение против нелегальной иммиграции» (ДПНИ) и запретил его деятельность по требованию прокурора города Москвы Ю. Ю. Сёмина.
18 апреля 2011 года Мосгорсуд признал движение экстремистским и запретил его на территории Российской Федерации. Суд признал, что экстремистский характер носили публичные высказывания участников движения, а также его незаконные собрания, которые, как правило, заканчивались беспорядками и столкновениями с полицией.
После получения постановления суда о запрете организации, представители ДПНИ подали жалобу на это решение. 9 августа 2011 Верховный суд утвердил приговор Мосгорсуда, который таким образом вступил в законную силу.
После запрета ДПНИ была создана объединенная организация русских националистов «Русские». Руководить движением по очереди будут экс-лидер ДПНИ Александр Белов (Поткин), а также Александр Турик и Станислав Воробьёв.